# Howard (Wisconsin)
Howard – wieś w Stanach Zjednoczonych, w stanie Wisconsin, w hrabstwie Brown.